# Liste von Strohmuseen
Die folgende Liste gibt einen Überblick zu Strohmuseen, also zu Museen, die sich der Geschichte der Verwendung von Stroh und der Herstellung verschiedener Produkte aus Stroh widmen. Die Liste erhebt keinen Anspruch auf Vollständigkeit.

## Liste der Museen
| Bezeichnung                  | Bild           | Standort                                     | Staat       | Errichtung Einweihung | Weitere Informationen |
| ---------------------------- | -------------- | -------------------------------------------- | ----------- | --------------------- | --- |
| Museum der Strohverarbeitung |                | Twistringen, Kapellenweg 2 (Lage)            | Deutschland |                       | Siehe auch Twistringen#Strohverarbeitung |
| Schweizer Strohmuseum        | weitere Bilder | Wohlen (Kanton Aargau), Bünzstrasse 5 (Lage) | Schweiz     | 1976 / 2013           | Siehe auch Jacob Isler & Co#Schweizer Strohmuseum Wohlen und Liste der Kulturgüter in Wohlen und Strohmuseum im Park (Freiämter Strohmuseum) auf museen.de |
| Internationales Strohmuseum  |                | Berlin                                       | Deutschland |                       | |